# Selenops ilcuria
Espèce
Selenops ilcuria est une espèce d'araignées aranéomorphes de la famille des Selenopidae.

## Distribution
Cette espèce se rencontre en Afrique du Sud au Limpopo et au Mpumalanga et au Cameroun,,.

## Description
La femelle holotype mesure 11,20 mm.

## Publication originale
- Corronca, 2002 : A taxonomic revision of the afrotropical species of Selenops Latreille, 1819 (Araneae, Selenopidae). Zootaxa, no 107, p. 1-35.